# Saint-Léger-en-Yvelines
Pour les articles homonymes, voir Saint-Léger.
Saint-Léger-en-Yvelines est une commune française située dans le département des Yvelines en région Île-de-France.

## Géographie

### Situation
La commune de Saint-Léger-en-Yvelines se trouve dans le centre des Yvelines, au cœur du massif forestier de Rambouillet, à 11 kilomètres au nord-ouest de Rambouillet, chef-lieu d'arrondissement et à 37 kilomètres au sud-ouest de Versailles, la préfecture du département.
Le territoire communal est essentiellement rural, à 94 %. L'espace rural est couvert en quasi-totalité par la forêt, à l'exception de quelques clairières dédiée aux cultures, notamment au sud du village. À ces espaces s'ajoutent 126 hectares d'espaces verts, dont le domaine du château du Planet, dans l'ouest de la commune.

### Hydrographie
Les principaux cours d'eau sont :
- la Vesgre, petite rivière de 45 kilomètres de long, affluent de l'Eure, qui prend sa source dans la commune des Bréviaires et s'écoule vers l'ouest, traversant le site du village[1] ;
- le ruisseau des Ponts-Quentin, émissaire des étangs de Hollande qui coule en direction de l'ouest dans la partie nord de la commune et se jette dans la Vesgre à Gambais[2] ;
- la Guyonne, ruisseau de 11,3 kilomètres, affluent de la Mauldre, qui naît dans le nord de la commune et s'écoule vers le nord-est[3].

La commune compte également plusieurs étangs de petite dimension, dont l'étang Rompu sur la route de Montfort-l'Amaury, traversé par le ruisseau des Ponts-Quentin.

### Communes limitrophes
| Gambaiseuil        | Grosrouvre Montfort-l'Amaury | Les Mesnuls    |
| Condé-sur-Vesgre   | Saint-Léger-en-Yvelines      | Les Bréviaires |
| La Boissière-École | Poigny-la-Forêt              |                |

### Transports et voies de communications

#### Réseau routier
La commune est traversée par la route départementale 936 qui mène à Condé-sur-Vesgre vers le nord-ouest et à Rambouillet vers le sud. La route départementale 138 mène à Montfort-l'Amaury vers le nord, la route départementale 111 qui débute au droit de cette RD 138 au nord du village mène à Gambaiseuil vers le nord-ouest et la route départementale 61 conduit aux Bréviaires vers le sud-est.

#### Desserte ferroviaire
La gare SNCF la plus proche est la gare du Perray qui se situe sur la ligne N du Transilien, entre Rambouillet et la gare de Paris-Montparnasse.

#### Bus
La commune est desservie par la ligne 1 du réseau de bus Centre et Sud Yvelines.

#### Sentier de randonnée
Le sentier de grande randonnée GR 1 traverse le territoire de la commune, de Poigny-la-Forêt au sud jusqu'à Montfort-l'Amaury au nord-est.

### Climat
Pour des articles plus généraux, voir Climat de l'Île-de-France et Climat des Yvelines.
En 2010, le climat de la commune est de type climat océanique dégradé des plaines du Centre et du Nord, selon une étude du CNRS s'appuyant sur une série de données couvrant la période 1971-2000. En 2020, Météo-France publie une typologie des climats de la France métropolitaine dans laquelle la commune est dans une zone de transition entre le climat océanique et le climat océanique altéré et est dans la région climatique Sud-ouest du bassin Parisien, caractérisée par une faible pluviométrie, notamment au printemps (120 à 150 mm) et un hiver froid (3,5 °C).
Pour la période 1971-2000, la température annuelle moyenne est de 10,5 °C, avec une amplitude thermique annuelle de 14,7 °C. Le cumul annuel moyen de précipitations est de 667 mm, avec 10,8 jours de précipitations en janvier et 8 jours en juillet. Pour la période 1991-2020, la température moyenne annuelle observée sur la station météorologique installée sur la commune est de 11,0 °C et le cumul annuel moyen de précipitations est de 706,3 mm,. Pour l'avenir, les paramètres climatiques de la commune estimés pour 2050 selon différents scénarios d'émission de gaz à effet de serre sont consultables sur un site dédié publié par Météo-France en novembre 2022.
| Mois                                  | jan.           | fév.           | mars           | avril         | mai             | juin          | jui.          | août          | sep.          | oct.            | nov.             | déc.             | année      |
| ------------------------------------- | -------------- | -------------- | -------------- | ------------- | --------------- | ------------- | ------------- | ------------- | ------------- | --------------- | ---------------- | ---------------- | ---------- |
| Température minimale moyenne (°C)     | 1,3            | 1,2            | 2,8            | 4,7           | 8               | 11            | 12,7          | 12,6          | 9,9           | 7,6             | 4                | 1,7              | 6,5        |
| Température moyenne (°C)              | 4              | 4,6            | 7,4            | 10,2          | 13,5            | 16,8          | 18,8          | 18,7          | 15,4          | 11,7            | 7,1              | 4,3              | 11         |
| Température maximale moyenne (°C)     | 6,8            | 8,1            | 12,1           | 15,7          | 19              | 22,5          | 24,8          | 24,8          | 20,9          | 15,8            | 10,3             | 6,9              | 15,6       |
| Record de froid (°C) date du record   | −14,2 08.01.10 | −12,9 07.02.12 | −11,8 01.03.05 | −5,3 06.04.21 | −1,2 07.05.1997 | 1,9 04.06.01  | 5,4 07.07.20  | 4 26.08.1993  | 1,2 30.09.18  | −4,2 30.10.1997 | −10,6 24.11.1998 | −11,5 29.12.1996 | −14,2 2010 |
| Record de chaleur (°C) date du record | 15,3 27.01.03  | 20,3 27.02.19  | 25,4 31.03.21  | 28,7 20.04.18 | 30,4 28.05.17   | 35,5 18.06.22 | 41,9 25.07.19 | 39,9 06.08.03 | 35,3 09.09.23 | 28,8 02.10.23   | 20,8 01.11.15    | 17,8 07.12.00    | 41,9 2019  |
| Précipitations (mm)                   | 58,2           | 49,8           | 49,5           | 51,3          | 73,6            | 56,6          | 53,8          | 60,3          | 51,4          | 63,5            | 63,7             | 74,6             | 706,3      |

## Urbanisme

### Typologie
Au 1er janvier 2024, Saint-Léger-en-Yvelines est catégorisée bourg rural, selon la nouvelle grille communale de densité à sept niveaux définie par l'Insee en 2022.
Elle est située hors unité urbaine. Par ailleurs la commune fait partie de l'aire d'attraction de Paris, dont elle est une commune de la couronne,. Cette aire regroupe 1 929 communes,.

### Occupation des solssimplifiée
Le territoire de la commune se compose en 2017 de 95,16 % d'espaces agricoles, forestiers et naturels, 2,85 % d'espaces ouverts artificialisés et 1,99 % d'espaces construits artificialisés.

### Occupation des sols détaillée
Le tableau ci-dessous présente l'occupation des sols de la commune en 2018, telle qu'elle ressort de la base de données européenne d'occupation biophysique des sols Corine Land Cover (CLC).
| Type d’occupation                             | Pourcentage | Superficie (en hectares) |
| --------------------------------------------- | ----------- | ------------------------ |
| Tissu urbain discontinu                       | 3,5 %       | 123                      |
| Prairies et autres surfaces toujours en herbe | 1,0 %       | 36                       |
| Systèmes culturaux et parcellaires complexes  | 5,2 %       | 182                      |
| Forêts de feuillus                            | 56,9 %      | 1 995                    |
| Forêts de conifères                           | 21,9 %      | 768                      |
| Forêts mélangées                              | 4,3 %       | 152                      |
| Forêt et végétation arbustive en mutation     | 7,1 %       | 249                      |
| Source : Corine Land Cover                    |             |                          |

## Toponymie
La forme la plus ancienne de la localité remonte à la construction de l'église sous le règne de Robert le Pieux (996-1031) In Aquilina etiam silva sancti Leodegarii extruxit ecclesiam,, puis Sanctus Leodegarius en 1048, Sanctus Leodegarius in Acquilina au XIIIe siècle, Saint Ligier.
L'hagiotoponyme Saint-Léger-en-Yvelines se rattache à saint Léger, évêque d'Autun, assassiné en 678, par son ennemi, Ébroïn, maire du palais de Neustrie et de Bourgogne qui aurait été noyé dans un étang en forêt de Sus-Saint-Léger. Selon la Vita de saint Léger, son corps fut enterré par une dame pieuse « dans une chapelle du village de Sercin-en-Artois, sur les confins des diocèses de Cambray & de Thérouanne ». C'est-à-dire, non loin de l'emplacement prétendu du martyre en pleine forêt, entre le territoire de la commune de Lucheux (Somme) et de Sus-Saint-Léger (Pas-de-Calais).
Selon certains historiens, en contradiction avec le vie du saint, situent le martyre en forêt d'Yveline. Il parait plus probable qu'un oratoire aurait pu être établi en Yvelines lors de la translation de l'Artois vers le Poitou, à l'occasion d'une possible halte du convoi de sa dépouille.
Le déterminant locatif du département -en-Yvelines marque par ailleurs son attachement à la région naturelle de l'Yveline,.
Au cours de la Révolution française, la commune porte provisoirement le nom de Marat-des-Bois.

## Histoire
Le territoire de Saint-Léger-en-Yvelines est habité depuis l'époque préhistorique comme l'atteste la Pierre Ardoue, vestige d'un dolmen de l'époque néolithique, située à environ 2 km au nord-ouest du village.
Un trésor monétaire antique de 700 pièces d'argent fut découvert au début du XIXe siècle, il comprenait des monnaies allant de la république vers - 50 av. J.-C., jusqu'à Domitien (96 ap. J.-C.),. De nombreux objets ont été découverts, les fondations d'un forum romain repéré par avion et deux voies romaines se croisent au sud du village. Par la suite à l'époque gallo-romaine, le site de Saint-Léger se trouva au cœur de la vaste forêt d'Yveline, comprise dans le territoire des Carnutes qui s'étendait entre la Seine et la Loire.
Certains historiens, en contradiction avec la vie du saint, situent le martyre en forêt d'Yveline. En 679, sous le règne de Thierry Ier, saint Léger, évêque d'Autun, qui s'était attiré la haine du maire du Palais Ebroïn, fut conduit et décapité dans la forêt d'Iveline. Il parait plus probable qu'un oratoire aurait pu être établi en Yvelines lors de la translation de l'Artois vers le Poitou, à l'occasion d'une possible halte du convoi de sa dépouille.
Au Moyen Âge, Saint-Léger, alors appelé Saint-Jean Baptiste, était une cité plus importante que Montfort-l'Amaury, tandis que Rambouillet n'existait pas encore. Elle appartient, comme la forêt d'Yveline, aux Mérovingiens, puis aux Carolingiens. Hugues Capet en prend possession en 987, son fils, Robert le Pieux y fait par la suite construire un château pour domaine de chasse.
L'église et son clocher sont construits dans la foulée. Au XIe siècle, le village prend le nom de Saint-Léger, tandis que l'église paroissiale conserve le vocable de Saint-Jean Baptiste jusqu'à aujourd'hui [réf. nécessaire].
Au début du XIIIe siècle, le territoire est récupéré par la comtesse Béatrice de Montfort. Elle y fait bâtir une aumônerie de 1 200 lits. Sa fille aînée, Yolande, récupère la partie du territoire du comté de Montfort où se situe Saint-Léger. Anne de Bretagne rapporte la châtellenie à la couronne de France en épousant Louis XII en 1499 et leur fille Claude, par son mariage à François Ier, la réunit au domaine royal en 1514.
À partir du XVIe siècle, les maisons commencent à se regrouper autour de l'église. Sur l'ordre du roi Henri II, Philibert Delorme construit le château royal de Saint-Léger-en-Yvelines au milieu du XVIe siècle. Dès 1667, l'édifice est démoli sous ordre de Louis XIV. Des études archéologiques sont venues confirmer l'exactitude de la gravure représentant le château, réalisée par Androuet du Cerceau au XVIe siècle. On a pu restituer la moitié du château. De l'autre moitié, une partie a disparu, l'autre n'a pas été réalisée. Les débris de la démolition ont permis de connaître les matériaux utilisés pour la construction : la brique et la pierre pour les murs, l'ardoise pour la couverture. Les fouilles ont également révélé que le château était situé sur un château du Moyen Âge dont une partie a été intégrée dans le château pour Henri II.

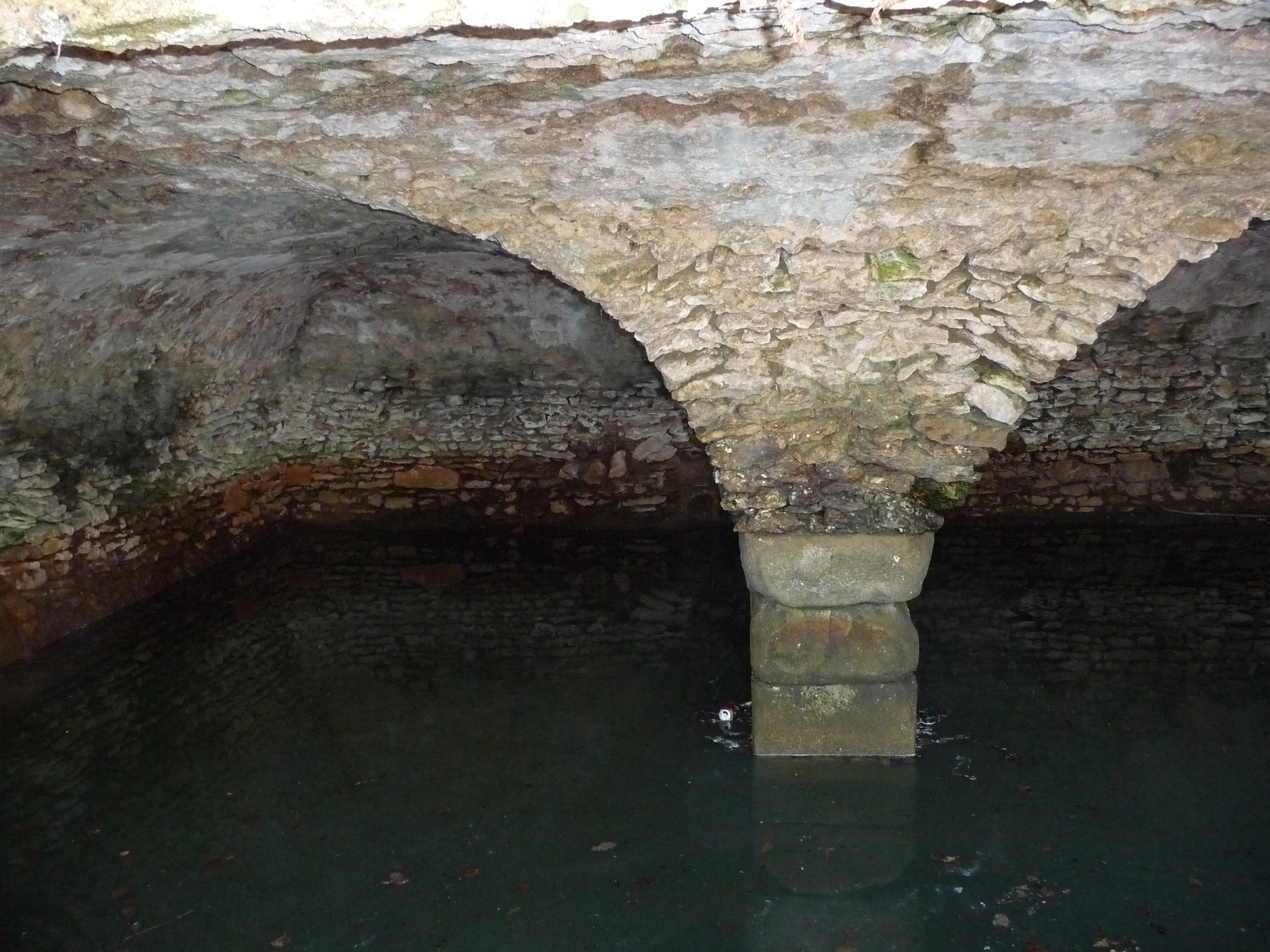
La citerne de la Muette.

La citerne de la Muette, encore visible aujourd'hui, date aussi de cette époque. Fabriquée de pierre et de brique, elle alimentait le château en eau. À cette époque, l'élevage de chevaux est pratiqué depuis des siècles dans la région et les Haras Royaux naissent au château. En 1668, à la demande de Louis XIV, le château est rasé et reconstruit plus loin, sur les bords de la Vesgre. Les haras y sont transférés et y resteront jusqu'en 1715. Jusqu'à cette date, de nombreuses bêtes y étaient élevées et nécessitaient beaucoup de personnel. Les haras nationaux (notamment ceux des Bréviaires) en sont la descendance.
Aux XVIIIe et XIXe siècles, la ville et les alentours se développent : construction de routes et de ponts, aménagements de la forêt à partir de 1844, installation d'une école en dehors de l'église en 1839 et d'une petite caserne de sapeurs-pompiers pour la protection de la forêt en 1876.
Le 1er octobre 1870, durant la guerre franco-prussienne, une patrouille du 16e hussards de Schleswig-Holstein tentait de se mettre en communication avec le général de Rheinbaben. Entre Saint-Léger-en-Yvelines et Condé-sur-Vesgre, au lieudit les Pins-du-Phalanstère, elle tomba dans une embuscade (l'embuscade des Pins-du-Phalanstère) dressée par des gardes nationaux des communes voisines et des francs-tireurs de Saint-Léger, et elle eut deux cavaliers tués et cinq blessés.
Dans ce pays, couvert de forêts, les paysans s'étaient organisés pour inquiéter l'ennemi, et chaque jour ses fourrageurs étaient reçus à coups de fusil.
Pour mettre fin à cette résistance, le duc de Mecklembourg donna l'ordre à un bataillon du 11e régiment d'infanterie bavarois, sous le commandement du général von der Tann, de faire une battue dans la forêt. Dans la matinée du 2 octobre, les Bavarois cernèrent la commune de Poigny-la-Forêt et se mirent en devoir de fouiller les bois.
Aux abords de l'étang de la Cerisaie, ils égorgèrent froidement deux bergers dans la hutte desquels ils avaient trouvé un vieux fusil, puis ils les suspendirent par les pieds aux arbres de la route, le corps labouré de coups de sabre et les entrailles pendantes.
À Saint-Léger-en-Yvelines, pour venger les pertes essuyées la veille par les hussards, ils pendirent le maire, monsieur Gabriel Alexis Jouanne, par son écharpe à la porte de sa mairie, fusillèrent un garde national et emmenèrent 16 habitants comme otages. Deux de ces malheureux, effrayés, essayent de fuir ; ils sont impitoyablement massacrés,.
L'actuel hôtel de ville est construit en 1904.

## Politique et administration

### Liste des maires
| Période | Période  | Identité               | Étiquette | Qualité |
| ------- | -------- | ---------------------- | --------- | ------- |
| 1870    | ?        | Gabriel Alexis Jouanne |           |         |
|         |          |                        |           |         |
| 2001    | En cours | Jean-Pierre Ghibaudo   |           |         |

### Jumelages
- Turners Hill (Royaume-Uni) : depuis le 30 mai 1993.
- Marliana (Italie) : depuis le 7 octobre 2006.

## Population et société

### Démographie

#### Évolution démographique
L'évolution du nombre d'habitants est connue à travers les recensements de la population effectués dans la commune depuis 1793. Pour les communes de moins de 10 000 habitants, une enquête de recensement portant sur toute la population est réalisée tous les cinq ans, les populations de référence des années intermédiaires étant quant à elles estimées par interpolation ou extrapolation. Pour la commune, le premier recensement exhaustif entrant dans le cadre du nouveau dispositif a été réalisé en 2005.

En 2022, la commune comptait 1 462 habitants, en évolution de +6,25 % par rapport à 2016 (Yvelines : +2,72 %, France hors Mayotte : +2,11 %).
| 1793 | 1800 | 1806 | 1821 | 1831 | 1836 | 1841 | 1846 | 1851 |
| ---- | ---- | ---- | ---- | ---- | ---- | ---- | ---- | ---- |
| 769  | 779  | 836  | 703  | 872  | 844  | 784  | 771  | 754  |

| 1856 | 1861 | 1866 | 1872 | 1876 | 1881 | 1886 | 1891 | 1896 |
| ---- | ---- | ---- | ---- | ---- | ---- | ---- | ---- | ---- |
| 697  | 684  | 715  | 710  | 674  | 673  | 742  | 745  | 691  |

| 1901 | 1906 | 1911 | 1921 | 1926 | 1931 | 1936 | 1946 | 1954 |
| ---- | ---- | ---- | ---- | ---- | ---- | ---- | ---- | ---- |
| 649  | 665  | 677  | 636  | 635  | 672  | 642  | 673  | 568  |

| 1962 | 1968 | 1975 | 1982 | 1990  | 1999  | 2005  | 2006  | 2010  |
| ---- | ---- | ---- | ---- | ----- | ----- | ----- | ----- | ----- |
| 680  | 641  | 806  | 969  | 1 074 | 1 322 | 1 393 | 1 409 | 1 484 |

| 2015  | 2020  | 2022  | - | - | - | - | - | - |
| ----- | ----- | ----- | - | - | - | - | - | - |
| 1 388 | 1 402 | 1 462 | - | - | - | - | - | - |

#### Pyramide des âges
En 2018, le taux de personnes d'un âge inférieur à 30 ans s'élève à 34,2 %, soit en dessous de la moyenne départementale (38,0 %). À l'inverse, le taux de personnes d'âge supérieur à 60 ans est de 24,8 % la même année, alors qu'il est de 21,7 % au niveau départemental.
En 2018, la commune comptait 697 hommes pour 688 femmes, soit un taux de 50,32 % d'hommes, légèrement supérieur au taux départemental (48,68 %).
Les pyramides des âges de la commune et du département s'établissent comme suit.
| Hommes | Classe d’âge | Femmes |
| ------ | ------------ | ------ |
| 0,8    | 90 ou +      | 0,4    |
| 5,8    | 75-89 ans    | 6,3    |
| 18,3   | 60-74 ans    | 18,0   |
| 22,9   | 45-59 ans    | 24,1   |
| 16,1   | 30-44 ans    | 18,7   |
| 15,9   | 15-29 ans    | 13,5   |
| 20,1   | 0-14 ans     | 19,0   |

| Hommes | Classe d’âge | Femmes |
| ------ | ------------ | ------ |
| 0,6    | 90 ou +      | 1,4    |
| 6      | 75-89 ans    | 7,8    |
| 13,5   | 60-74 ans    | 14,8   |
| 20,7   | 45-59 ans    | 20,1   |
| 19,6   | 30-44 ans    | 19,9   |
| 18,5   | 15-29 ans    | 16,8   |
| 21,2   | 0-14 ans     | 19,2   |

## Économie
- Agriculture
- Sylviculture
- Loisirs équestres

## Culture locale et patrimoine

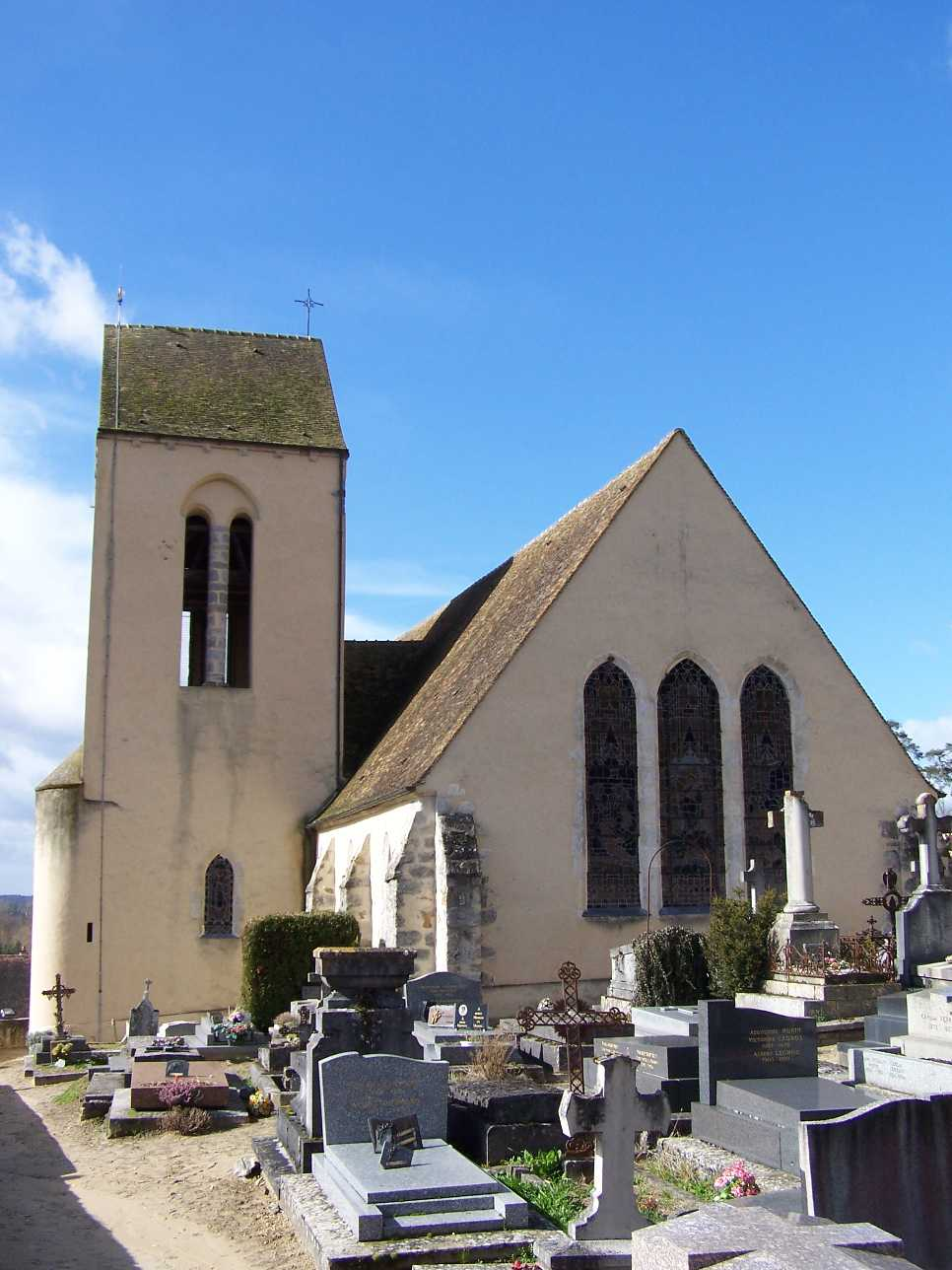
L'église Saint-Jean-Baptiste.

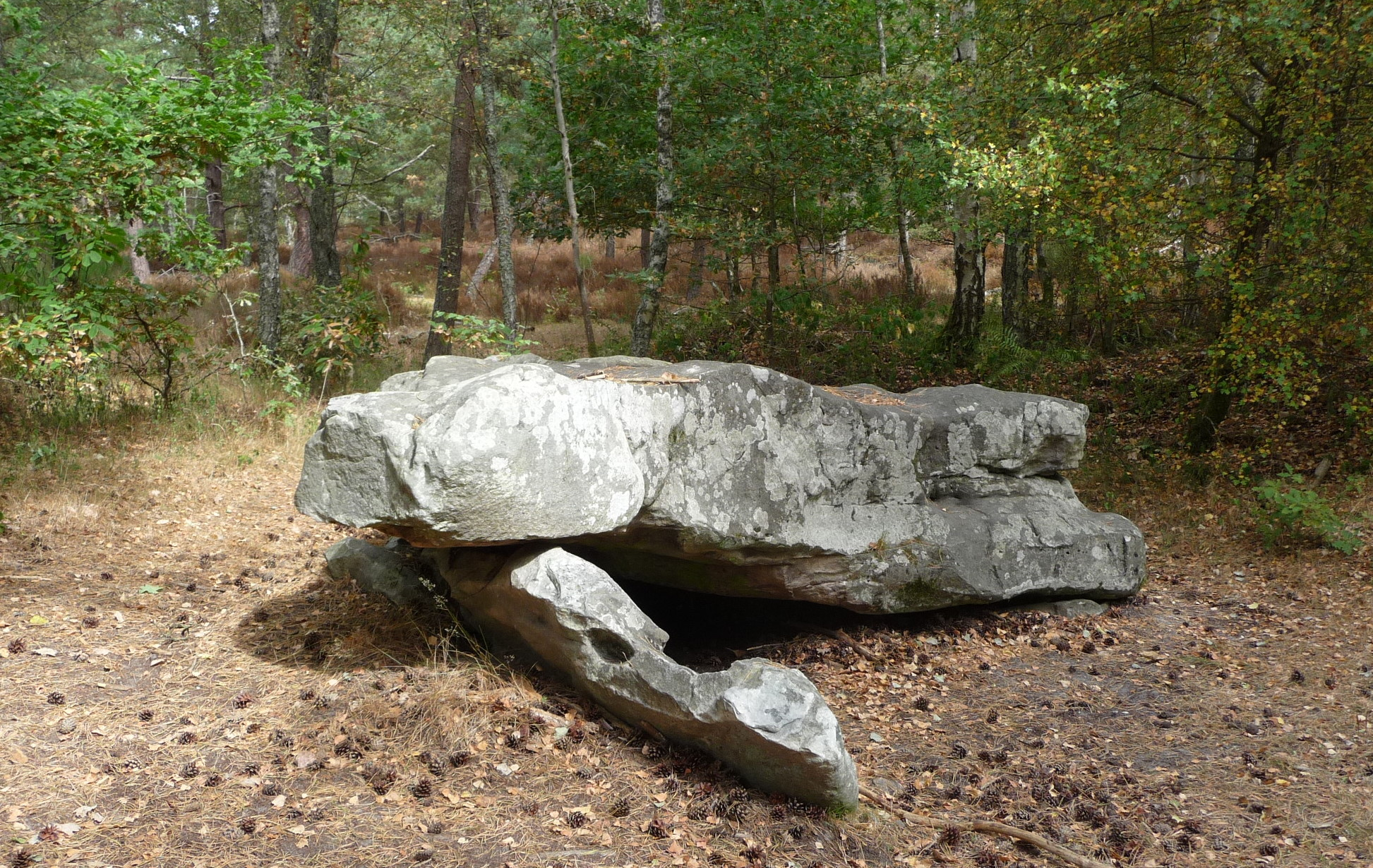
Dolmen de la Pierre Ardoue.

### Lieux et monuments
- Église Saint-Jean-Baptiste : à l'origine, une église fut construite pour le roi de France Robert le Pieux en 1026 ou 1031 ; il en reste les tailloirs des arcs du transept. Le clocher date du XIIIe siècle et la nef et le chœur furent reconstruits au XVIe siècle. Les parties les plus anciennes, dont le clocher, sont inscrites aux monuments historiques depuis 1933.
- Dolmen de la Pierre Ardoue, classé monument historique en 1924.
- Fontaine et lavoir des Oiseaux.

### Personnalités liées à la commune
- Le poète Stanislas de Boufflers (1738-1815) résidait dans la commune, son intimité léodégarienne est longuement décrite dans le Voyage à Saint-Léger (1827) de l'écrivain Jean-Pierre-Jacques-Auguste de Labouïsse-Rochefort.
- Robert Boulin (1920-1979), homme politique et ministre, son corps fut retrouvé sans vie dans l'étang Rompu en forêt de Rambouillet, sur le territoire de la commune, le 30 octobre 1979.
- Jules Gentil (1898-1985), pianiste et professeur de piano, y est enterré.
- Mélanie Georgiadès, dite Diam's (1980), chanteuse, y possède une maison de campagne.
- Jacques Laffite (1943), ancien pilote de Formule 1, y réside.
- David Lowe (1955), scientifique et animateur (On n'est pas que des cobayes !), y réside.
- Florent Pagny (1961), chanteur, y a résidé avant de s'installer à Montfort-l'Amaury.
- Peter Townsend (1914-1995), officier britannique de la Royal Air Force rendu célèbre par sa liaison malheureuse avec la princesse Margaret, a fini ses jours dans le village. Il est enterré dans le cimetière communal[33].
- Paul-Émile Victor (1907-1995) y a vécu. Une place porte son nom.

### Héraldique
| Blason de Saint-Léger-en-Yvelines | Blason  | De gueules au chêne d'argent, au chef cousu de France moderne. |
| Blason de Saint-Léger-en-Yvelines | Détails |                                                                |